# Feria del Libro Infantil y Juvenil

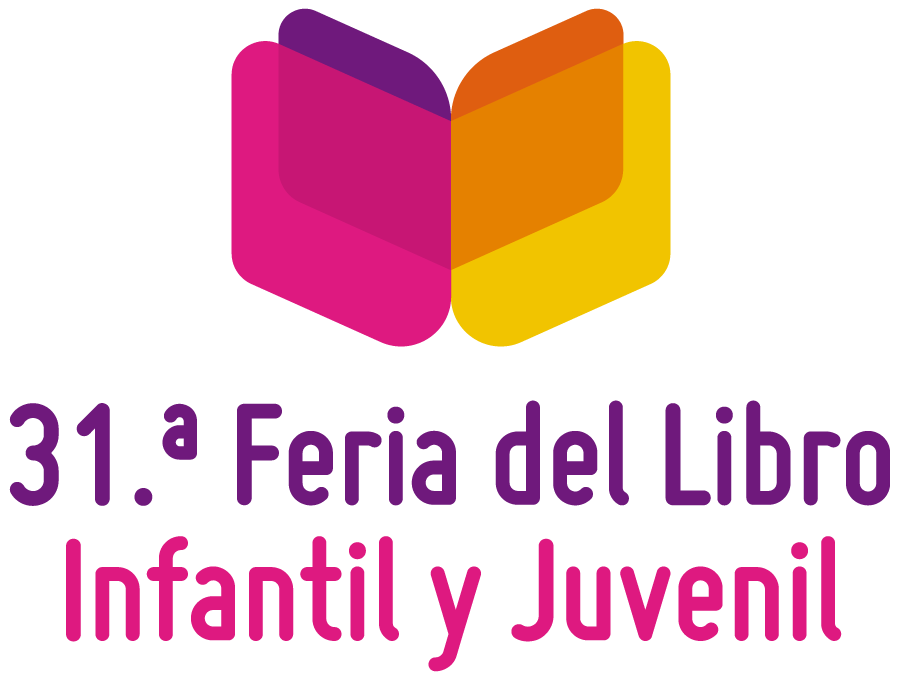
Logo 31.ª Feria del Libro Infantil y Juvenil

La Feria del Libro Infantil y Juvenil es un evento destinado a niños, niñas y adolescentes, que se realiza anualmente en la Ciudad de Buenos Aires, Argentina. Suele desarrollarse en los meses de julio y/o agosto en el Palacio Libertad de la Ciudad de Buenos Aires, organizado por la Fundación El Libro. En 2023, la 31.ª Feria del Libro Infantil y Juvenil se realizará del 10 al 30 de julio. 
Se caracteriza por la exhibición y venta de literatura para chicos, chicas, adolescentes y jóvenes, libros de estudio, tratados y ensayos de didáctica y pedagogía. Además se presentan novedades editoriales; y los autores, concurren a los puestos para firmar ejemplares de sus obras. 
El evento ofrece una gran oferta de talleres fijos y rotativos, concursos, grupos teatrales y musicales, espectáculos de circo, payasos, marionetas, acróbatas y tango para chicos. En las salas y stands también se ofrecen narraciones de cuentos; espectáculos, títeres, música, magia y circo; entre otras propuestas.

## Premios Pegonero
Los Premios Pregonero fueron instituidos por la Fundación El Libro como adhesión a la Feria del Libro Infantil y Juvenil de Buenos Aires. Se entregan anualmente desde 1990 y tienen como objetivo dar público reconocimiento a los difusores de la literatura infantil y juvenil argentina, quienes desarrollan su vocación de manera sostenida y tenaz desde sus diferentes espacios de trabajo.
El Jurado estará integrado por tres reconocidas figuras del ámbito nacional. Las personas e instituciones premiadas serán anunciadas en un acto que se realizará durante el transcurso de la Feria.

### Ganadores de la edición 2022
El jurado estuvo conformado por Adela Basch, escritora; Julieta Botto, periodista y especialista en LIJ; Nora Lía Sormani, escritora y especialista en LIJ; con la presidencia de la editora Gabriela A. Pérez. Como culminación de un exhaustivo proceso de selección, el Jurado decidió otorgar los siguientes premios:
- Pregonero de Honor: Istvansch (Buenos Aires)
- Pregonero a Institución: EDELIJ- Espacio de Literatura Infantil y Juvenil (Mendoza)
- Pregonero a Especialista: Rodrigo Ures (Buenos Aires)
- Pregonero a Narradora: Alejandra Alliende (Buenos Aires)
- Pregonero a Periodismo Gráfico: Daniela Azulay (Buenos Aires)
- Pregonero a Periodismo Radial: Letras inquietas (Buenos Aires)
- Pregonero a Divulgación en Televisión: Seguimos educando, Canal 7 (Buenos Aires)
- Pregonero a Comunicación Digital: Revista Catalejos (Mar del Plata)
- Pregonero a Biblioteca: Biblioteca Ruca Trabún (San Martín de los Andes)
- Pregonero a Librería: Librería Palito (Mar del Plata)
- Pregonero a Teatro: Cuentos a cuerda (Buenos Aires)
- Pregonero Especial: Canal Pakapaka (Buenos Aires)

Ver ganadores de ediciones pasadas del Premio Pregonero.
Web de la Feria del Libro Infantil y Juvenil
- Datos: Q5858899